# Forêt de Gâvre
Forêt de Gâvre este o arie protejată (arie de protecție specială avifaunistică — SPA) din Franța întinsă pe o suprafață de 4.481 ha, integral pe uscat.

## Localizare
Centrul sitului Forêt de Gâvre este situat la coordonatele 47°31′30″N 1°48′00″W / 47.525°N 1.8°V.

## Înființare
Situl Forêt de Gâvre a fost declarat arie de protecție specială avifaunistică în baza directivei 79/409 din 1979 referitoare la conservarea păsărilor sălbatice pentru a proteja 16 specii de animale.

## Biodiversitate
Situată în ecoregiunea atlantică, aria protejată nu include niciun habitat protejat.
La baza desemnării sitului se află mai multe specii protejate de  păsări (16): caprimulg (Caprimulgus europaeus), barză neagră (Ciconia nigra), erete vânăt (Circus cyaneus), erete cenușiu (Circus pygargus), porumbel de scorbură (Columba oenas), ciocănitoarea de stejar (Dendrocopos medius), ciocănitoare neagră (Dryocopus martius), ciocârlie de pădure (Lullula arborea), gaia neagră (Milvus migrans), viespar (Pernis apivorus), ciocănitoare verzuie (Picus canus), sitar de pădure (Scolopax rusticola), turturică (Streptopelia turtur), silvie de câmp (Sylvia communis), silvie de tufiș (Sylvia undata), pupăză (Upupa epops).
Pe lângă speciile protejate, pe teritoriul sitului au mai fost identificate 9 specii de păsări.